# Fokker F.I (1917)
Il Fokker F.I, designazione aziendale Fokker V.5, fu un caccia monoposto triplano sviluppato dall'azienda tedesco imperiale Fokker-Flugzeugwerke negli anni dieci del XX secolo.
Evoluzione del Fokker V.4 rimasto allo stadio di prototipo, venne prodotto in soli tre esemplari, assumendo la designazione Idflieg F.I, l'unica di classe F-Typ prima dell'introduzione della Dr-Typ (per Dreidecker, triplano) e riuscendo, a scapito del numero ridotto di esemplari, ad essere utilizzato in combattimento dagli assi Werner Voss, Kurt Wolff e Manfred von Richthofen durante la prima guerra mondiale.

## Storia del progetto
Nei primi mesi del 1917 Anthony Fokker riferì al suo direttore dell'ufficio progetti Reinhold Platz la sua intenzione di studiare una soluzione simile a quella adottata dal britannico Sopwith Triplane, che, dal momento della sua entrata in servizio, aveva creato non poche apprensioni all'aviazione tedesco imperiale grazie alle sue prestazioni nettamente superiori in termini di tempo di salita e tangenza massima operativa rispetto ai modelli fino ad allora in servizio.
I vari prototipi che si succedettero, identificati con una 'V' (per Versuch, «sperimentale», in lingua tedesca) seguiti da un numero arabo progressivo, vennero equipaggiati con motorizzazioni dalle diverse architetture, dai motori rotativi raffreddati ad aria a quelli in linea raffreddati a liquido. Il V.5 fu un ulteriore sviluppo migliorativo del V.4 che per molti anni non venne differenziato dagli storici dell'aviazione di lingua inglese.
I primi tre esemplari del V.5, da 101/17 a 103/17, vennero realizzati nel corso di quello stesso anno e, dopo la valutazione della commissione esaminatrice dell'Idflieg che assegnò loro la nuova designazione ufficiale F.I (in quanto primo modello della F-Typ Klasse), consegnati ai reparti da caccia dalla Luftstreitkräfte, la componente aerea del Deutsches Heer (l'esercito imperiale tedesco), per la valutazione in condizioni operative. Si può ritenere che il V.5 sia il modello di preproduzione del Fokker Dr.I.

## Tecnica
Il Fokker F.I conservava l'aspetto generale, tranne per la velatura, dei simili modelli prodotti nello stesso periodo dalle altre aziende: monomotore monoposto con carrello fisso. Destinato alla produzione in serie risultava molto simile come impostazione generale se non per soluzioni tecniche minori e per la motorizzazione adottata al successivo e più noto Fokker Dr.I che lo sostituì.
La fusoliera, realizzata con struttura in tubi d'acciaio saldati e ricoperta da pannelli in legno, era caratterizzata dal singolo abitacolo aperto destinato al pilota. Posteriormente terminava in un impennaggio classico monoderiva caratterizzato dall'elemento verticale di forma tondeggiante e dai piani orizzontali montati a sbalzo.
La configurazione alare era triplana con ala superiore, media ed inferiore di diversa misura e superficie, collegate tra loro da un singolo montante interalare per lato ed integrati da tiranti in cavetto d'acciaio.
Il carrello d'atterraggio era fisso, molto semplice, montato su una struttura tubolare al di sotto della fusoliera, dotato di ruote di grande diametro collegate da un asse rigido ed integrato posteriormente con un pattino d'appoggio.
La propulsione era affidata ad un motore Goebel Goe.III, un rotativo a 9 cilindri disposti su un'unica fila raffreddato ad aria, in grado di erogare una potenza pari a 160 PS (118 kW), posizionato all'apice anteriore della fusoliera racchiuso da un cofano metallico ed abbinato ad un'elica bipala in legno a passo fisso.
L'armamento consisteva in una singola mitragliatrice LMG 08/15 calibro 7,92 mm posta davanti all'abitacolo, abbinata ad un dispositivo di sincronizzazione che consentiva di sparare senza conseguenze attraverso il disco dell'elica.

## Impiego operativo

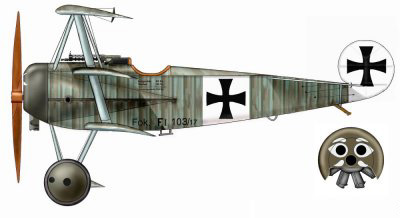
Disegno che riproduce lo schema di colori dell'F.I utilizzato dall'asso Werner Voss. Si noti il disegno antropomorfo sul naso del velivolo.

Tutti gli F.I vennero assegnati allo Jagdgeschwader 1, il cosiddetto "Circo Volante" dell'asso Manfred von Richthofen e del quale era comandante, diventato in seguito noto con il soprannome di "Barone Rosso" per il colore con cui fece dipingere il suo Dr.I.
Il primo F.I, il 101/17, fu il più longevo e oggetto di prove di volo fino alla sua distruzione, avvenuta nell'agosto 1918 a causa di un cedimento strutturale in seguito ad un fattore di carico pari a 7,75.
L'esemplare 102/17 dal settembre 1917 divenne il velivolo personale di von Richthofen. Con quel velivolo il "Barone Rosso" riuscì ad ottenere il 60º abbattimento, il 7º ottenuto in quel mese, prima di ritornare al suo Albatros D.V
Von Richthofen, in partenza per una licenza, lo lascerà con meno fortuna a Kurt Wolff che in quell'occasione lo sostituì dopo un periodo di convalescenza. Sarà su questo infatti che Wolff verrà abbattuto il 15 settembre vicino Moorslede da un Nieuport 17 pilotato da Marsh Corbitt.
Stessa sorte toccò anche al terzo esemplare, il 103/17, che ai comandi dell'asso Werner Voss, comandante dello Jasta 10 partito alla ricerca del suo 50º abbattimento, venne invece abbattuto dal Royal Aircraft Factory S.E.5 del britannico Arthur Rhys-Davids il 23 settembre nei pressi di Frezenberg, Belgio.

## Utilizzatori
Germania
- Luftstreitkräfte